# Jacques Félix Meslin
Pour les articles homonymes, voir Meslin (homonymie).
Jacques Félix Meslin, né le 1er mars 1785 à Bricquebec et mort le 23 avril 1872 à Valognes, est un général français.

## Biographie
Il entre au service dans la 38e demi-brigade le 12 brumaire an X. Parti soldat, il est nommé sous-lieutenant le 26 mai 1809, à la suite de l'affaire d'Essling, où il se distingue. Chargé à la bataille de Wagram du commandement de la batterie d'artillerie régimentaire, il couvre et protège l'artillerie de la Garde et a deux chevaux tués sous lui. L'ennemi dirige sur sa batterie, qui lui fait le plus grand mal, une telle masse de feu qu'il parvient à la démonter et à faire sauter les caissons.
En 1812, il se distingue devant Polotsk, comme capitaine adjudant-major et reçoit la croix d'officier pour avoir chargé à la tête du régiment sur une batterie de huit pièces qu'il enlève. Dans les journées des 18, 19 et 20 octobre, il gagne le titre de chef d'escadron. Depuis le passage de la Bérézina il fait constamment partie de l'arrière-garde du général Maison et repousse souvent les Russes.
L'habileté et la bravoure qu'il déploie en 1813, à Willensbourg-sur-l'Elbe, lui vaut les éloges de l'Empereur qui accorde à son bataillon un grand nombre de récompenses.
Arrivé à Dresde la veille de la grande bataille, il est en ligne avec son bataillon dès la pointe du jour et se couvre de gloire.
Le 16 octobre, à Leipzig, il reçoit l'ordre de tourner le village de Wachau à la tête d'un bataillon du 37e de ligne. Il essuie le feu de l'ennemi à deux cents pas du village, a son cheval tué et est blessé grièvement ; il prend un autre cheval, continue sa marche, déploie son bataillon au débouché de Wachau, exécute un feu de deux rangs sur l'ennemi qui se retire à la hâte, le poursuit à la baïonnette, lui met 5 à 600 hommes hors de combat et va s'emparer d'une demi-batterie sur les hauteurs soutenues par quatre compagnies. Il perd trois chevaux dans cette affaire et les deux tiers de son bataillon, dont 14 officiers, sont mis hors de combat.
Le commandant Meslin se distingue encore pendant la retraite de Leipzig et en 1815, à Fleurus et à Vavres, où il repousse quatre attaques de l'ennemi.
Licencié après la bataille de Waterloo, il n'est rappelé qu'en 1819. Il fait partie de l'expédition de 1823. Il montre une grande bravoure au blocus de Saint-Sébastien et est nommé lieutenant-colonel sur le champ de bataille. Deux jours après, il s'empare en 48 heures du fort de Getaria et fait la garnison prisonnière.
Colonel en 1829, Meslin fait en 1831 la campagne de Belgique (division Sébastiani), est fait commandeur de la Légion d'honneur et promu en 1835 au grade de maréchal de camp.
Le 20 avril 1845, il est nommé général de division, mis à la retraite par le gouvernement provisoire, il en est relevé par un nouveau décret en août 1849.
Il est promu grand-officier de la Légion d'honneur en 1850.

### Carrière politique
Maire de Valognes et conseiller général de Barneville, il est élu député de Cherbourg en 1846, puis au Corps législatif entre 1852 et 1869, date à laquelle il démissionne pour entrer au Sénat impérial.